# HMS Emperor (D98)
Le porte-avions d'escorte USS Pybus (CVE-34) (à l'origine AVG-34, puis plus tard ACV-34) a été lancé le 7 octobre 1942 par Seattle-Tacoma Shipbuilding Corporation dans l'État de Washington. Il a été transféré au Royaume-Uni et mis en service le 6 août 1943 sous le nom de HMS Emperor (D98) pour la Royal Navy.

## Conception et description
Le porte-avions avait une longueur totale de 150 mètres, un faisceau de 21,2 mètres, tirant d'eau de 8 mètres et un déplacement de 15 126 tonnes. Il était propulsé par une hélice, deux chaudières et une turbine à vapeur de 9 350 chevaux, propulsant le navire à 16,5 nœuds (31 km/h) et transportant 3 290 tonnes de gasoil. Leur équipage est composé de 646 hommes.

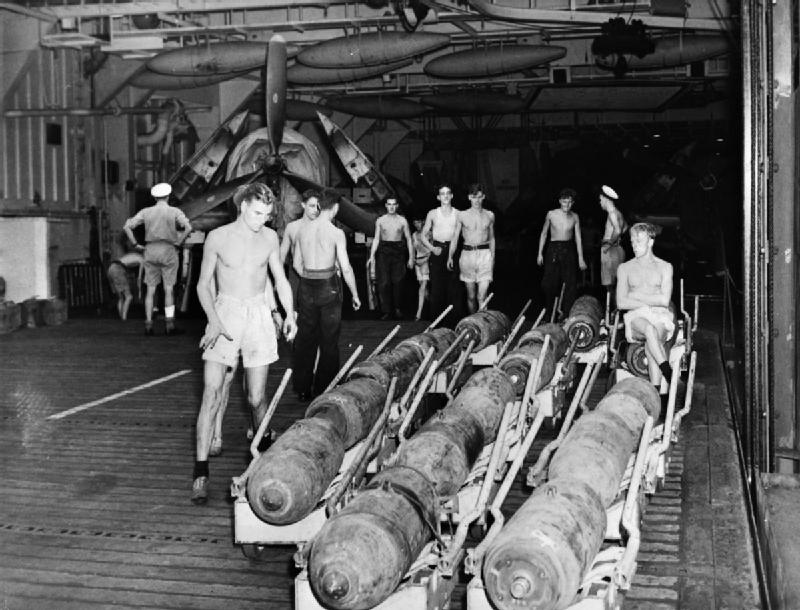
A bord du HMS Emperor.

Les installations aéronautiques comprenaient une petite commande combinée pont-vol du côté tribord , deux ascenseurs pour aéronefs de 43 pieds (13,1 m) sur 34 pieds (10,4 m), une catapulte d'avion et neuf fils d'arrêt. Les aéronefs pourraient être logés dans le hangar de 260 pieds (79,2 m) sur 62 pieds (18,9 m) sous le poste de pilotage.
Son armement comprenait 2 canons de 5 pouces/38 calibres, de 4 pouces/50 calibres ou de 5 pouces/51 calibres, 8 mitrailleuses double 40 mm Bofors, 10 mitrailleuses double 20 mm Oerlikon. Il pouvait accueillir 24 avions, dont des Grumman F4F Wildcat, des Chance Vought F4U Corsair ou Hawker Hurricane et des bombardiers-torpilleurs Fairey Swordfish ou des Grumman TBF Avenger.

## Service

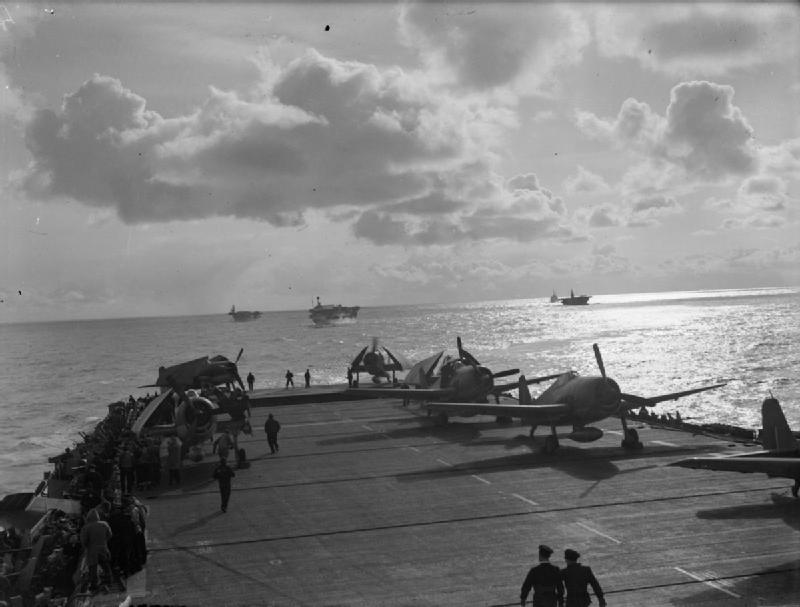
Grumman Hellcat sur le HMS Emperor, lors du raid sur le Tirpitz.

Entré en service en 1943, le navire participe aux opérations contre le cuirassé allemand Tirpitz (Opération Tungsten, 3 avril 1944), à la bataille de Normandie ("Opération Overlord", 6 juin-29 août 1944) et au débarquement de Provence ("Opération Dragoon", 15 août-14 septembre 1944).
Puis il rejoint la flotte des Indes orientales à la base de Trincomalee à Ceylan. Il a participé au sein de la Force 63 commandé par Arthur Power à :
- L'opération Sunfish, avec le HMS Khedive, au bombardement aérien de l'île Sabang et de Port Blair,
- L'Opération Dracula (20-30 avril 1945) pour la reprise de Rangoun en Birmanie,
- L'opération Balsam, avec les HMS Khedive, HMS Stalker et HMS Ameer contre les aérodromes de Lhokseumawe, Medan et Binjai occupés par les forces japonaises.

Il devait aussi participer à l'invasion de Singapour en septembre 1945, baptisée Opération Tiderace. Mais cette opération n'a pas eu lieu avec la capitulation japonaise. De retour aux États-Unis après la guerre, le transporteur a été vendu pour la ferraille en 1946.